# Kändisdjungeln
Kändisdjungeln är ett svenskt tv-program på TV 4, en svensk anpassning av det brittiska originalformatet I'm a Celebrity…Get Me Out of Here! och direktsändes på TV 4 varje kväll 11–27 september 2009. Programmet gick ut på att svenska kändisar fick leva tillsammans i den malaysiska djungeln och tävla mot varandra i olika tävlingar. TV-tittarna hade möjlighet att påverka programmet med hjälp av SMS- och telefonröster. Programledare var David Hellenius och Tilde de Paula Eby. Vinnaren vann 250 000 kr till en välgörenhetsorganisation. Vinnare blev Karl Petter Bergvall, som skänkte pengarna till Riksorganisationen för kvinnojourer och tjejjourer i Sverige. Sverige är det första skandinaviska landet att sända en egen säsong av formatet. Premiärprogrammet sågs av 1 228 000 tittare, men tappade senare tittare; det andra avsnittet sågs av mindre än 400 000 tittare.
Medverkande var Mikkey Dee, Jannike Björling, Ann Söderlund, Thorleif Torstensson, Karl Petter Bergvall, Inger Nilsson, Bengt Frithiofsson, Rafael Edholm, Kennet Andersson, Katarina Hultling och Catarina Hurtig. 

## Avsnitt-dag

### Dag 1
| Djungelkrubbskampen |                      |          |
| Namn                | Placering            | Stjärnor |
| Bengt Frithiofsson  | Valdes av deltagarna | 11/11    |

### Dag 2
| Djungelkrubbskampen  |                   |          |
| Namn                 | Placering         | Stjärnor |
| Jannike Björling     | Etta i röstningen | 11/11    |
| Thorleif Torstensson | Tvåa i röstningen |          |

### Dag 3
| Djungelkrubbskampen  |                   |          |
| Namn                 | Placering         | Stjärnor |
| Catarina Hurtig      | Etta i röstningen | 6/11     |
| Thorleif Torstensson | Tvåa i röstningen |          |

### Dag 4
| Djungelkrubbskampen  |                   |          |
| Namn                 | Placering         | Stjärnor |
| Thorleif Torstensson | Etta i röstningen | 3/11     |
| Mikkey Dee           | Tvåa i röstningen |          |

### Dag 5
| Djungelkrubbskampen  |                   |          |
| Namn                 | Placering         | Stjärnor |
| Mikkey Dee           | Etta i röstningen | 2/11     |
| Karl Petter Bergvall | Etta i röstningen | 2/11     |

| Utslagna           |            |
| Namn               | Placering  |
| Bengt Frithiofsson | Hoppade av |

Bengt Frithiofsson blev den första som fick lämna tävlingen då han på inrådan av läkare uppmanades lämna djungeln.

Karl Petter Bergvall och Mikkey Dee gjorde Djungelkrubbskampen tillsammans.

### Dag 6
| Djungelkrubbskampen |                   |          |
| Namn                | Placering         | Stjärnor |
| Catarina Hurtig     | Etta i röstningen | 3/10     |
| Jannike Björling    | Tvåa i röstningen |          |

### Dag 7
| Djungelkrubbskampen |                   |          |
| Namn                | Placering         | Stjärnor |
| Rafael Edholm       | Etta i röstningen | 3/10     |
| Catarina Hurtig     | Tvåa i röstningen |          |

### Dag 8
| Djungelkrubbskampen |                   |          |
| Namn                | Placering         | Stjärnor |
| Jannike Björling    | Etta i röstningen | 10/10    |
| Kennet Andersson    | Tvåa i röstningen |          |

| Utslagna          |                   |
| Namn              | Placering         |
| Katarina Hultling | Etta i röstningen |
| Ann Söderlund     | Tvåa i röstningen |

### Dag 9
| Djungelkrubbskampen |                      |          |
| Namn                | Placering            | Stjärnor |
| Kennet Andersson    | Valdes av deltagarna | 6/9      |

| Utslagna        |                   |
| Namn            | Placering         |
| Catarina Hurtig | Etta i röstningen |
| Ann Söderlund   | Tvåa i röstningen |

### Dag 10
| Djungelkrubbskampen |                      |          |
| Namn                | Placering            | Stjärnor |
| Ann Söderlund       | Valdes av deltagarna | 8/8      |

| Utslagna      |                   |
| Namn          | Placering         |
| Rafael Edholm | Etta i röstningen |
| Inger Nilsson | Tvåa i röstningen |

### Dag 11
| Djungelkrubbskampen |                      |          |
| Namn                | Placering            | Stjärnor |
| Kennet Andersson    | Valdes av deltagarna | 4/7      |

| Utslagna             |                   |
| Namn                 | Placering         |
| Thorleif Torstensson | Etta i röstningen |
| Ann Söderlund        | Tvåa i röstningen |

### Dag 12
| Djungelkrubbskampen |                      |          |
| Namn                | Placering            | Stjärnor |
| Mikkey Dee          | Valdes av deltagarna | 6/6      |
| Inger Nilsson       | Valdes av deltagarna | 6/6      |

Mikkey Dee och Inger Nilsson gjorde Djungelkrubbskampen tillsammans.
| Utslagna         |                   |
| Namn             | Placering         |
| Ann Söderlund    | Etta i röstningen |
| Jannike Björling | Tvåa i röstningen |

### Dag 13
| Djungelkrubbskampen  |                      |          |
| Namn                 | Placering            | Stjärnor |
| Karl Petter Bergvall | Valdes av deltagarna | 3/5      |

| Utslagna         |                   |
| Namn             | Placering         |
| Kennet Andersson | Etta i röstningen |
| Inger Nilsson    | Tvåa i röstningen |

### Dag 14
| Djungelkrubbskampen |                      |          |
| Namn                | Placering            | Stjärnor |
| Mikkey Dee          | Valdes av deltagarna | 6/8      |

Varje stjärna motsvarade en halvportion mat.
| Utslagna         |                   |
| Namn             | Placering         |
| Inger Nilsson    | Etta i röstningen |
| Jannike Björling | Tvåa i röstningen |

### Dag 15
| Djungelkrubbskampen |                      |          |
| Namn                | Placering            | Stjärnor |
| Jannike Björling    | Valdes av deltagarna | 1/3      |

Djungelkrubbskampen bestod av upp till tre ytterligare stjärnor som inte gav mat.
| Utslagna   |                   |
| Namn       | Placering         |
| Mikkey Dee | Etta i röstningen |

### Dag 16
| Djungelkrubbskampen  |                    |          |
| Namn                 | Placering          | Stjärnor |
| Karl Petter Bergvall | Valdes automatiskt | 3/3      |
| Jannike Björling     | Valdes automatiskt | 3/3      |

Djungelkrubbskampen gjordes av både Karl Petter Bergvall och Jannike Björling. Stjärnorna gav en förrätt, huvudrätt och efterrätt.

## Kritik
Programmet kritiserades eftersom många tittare uppfattade programmet som inspelat i en studio istället för, som TV4 gjorde gällande, i en regnskog i Malaysia.